# Pivsko jezero
Pivsko jezero (cyr. Пивско језеро) – sztuczne jezioro zaporowe w Czarnogórze, powstałe w 1975 r. przez przegrodzenie rzeki Piva zaporą w rejonie miejscowości Mratinje. Drugie co do powierzchni jezioro Czarnogóry.
Spiętrzone zaporą wody zalały fragmenty głębokich dolin rzek Piva, Komarnica i Vrbica, tworząc wydłużone, kręte jezioro o charakterze fiordu o długości 33 km. Średnia wysokość lustra wody w zbiorniku wynosi 675 m n.p.m., a jego powierzchnia – 12,5 km². Maksymalna głębokość wody wynosi 188 m.
Wody jeziora napędzają turbiny hydroelektrowni Mratinje. Jezioro stanowi również rezerwuar wody pitnej.
Wzdłuż jeziora, w górnej części ponad jego zachodnim brzegiem, w dolnej części – ponad wschodnim biegnie droga krajowa nr 18 z Nikšića do przejścia granicznego z Republiką Serbską w Bośni i Hercegowinie w miejscowości Šćepan polje (międzynarodowy szlak E762).